# 1 Pułk Grenadierów (Imperium Rosyjskie)
1 Lejb-Grenadierski Jekaterynosławski Pułk Imperatora Aleksandra II, Jego Wysokości (ros. 1-й лейб-гренадерский Екатеринославский Императора Александра II, ныне Его Величества полк) – oddział piechoty okresu Imperium Rosyjskiego.

## Charakterystyka
sformowany 30 marca 1756 za panowania carycy Elżbiety Piotrownej. Święto pułkowe: 6 sierpnia. Stacjonował między innymi w Moskwie.
Pułk wziął udział w działaniach zbrojnych epoki napoleońskiej, a także w działaniach zbrojnych okresu I wojny światowej.

 W przededniu I wojny światowej pułk etatowo posiadał cztery bataliony po cztery kompanie oraz kompanię tyłową. Kompania piechoty czasu wojny liczyła około 240 żołnierzy i 4–5 oficerów. Na szczeblu pułku występował także pododdział karabinów maszynowych (8 km), łączności (w tym 14 konnych gońców i 21 telefonistów) i zwiadowczy (64 zwiadowców, w tym 4 kolarzy). W sumie pułk liczył około 4000 żołnierzy.

## Podporządkowanie
Lipiec 1914:
- Korpus Grenadierów (Гренадерский корпус), Moskwa
  - 1 Dywizja Grenadierów (1 гренадерская дивизия), Moskwa
    - 1 Lejb-Grenadierski Jekaterynosławski Pułk Imperatora Aleksandra II, Jego Wysokości,